# Giải vô địch bóng đá nữ U-20 Nam Mỹ
Giải vô địch bóng đá nữ U-20 Nam Mỹ (tiếng Tây Ban Nha: Campeonato Sudamericano Femenino Sub-20) là giải bóng đá nữ do Liên đoàn bóng đá Nam Mỹ (CONMEBOL) tổ chức từ năm 2004 để xác định các suất dự Giải vô địch bóng đá nữ U-20 thế giới. Đội tuyển có thành tích tốt nhất tại giải là đương kim vô địch Brasil với 7 lần lên ngôi trong cả bảy vòng chung kết đã diễn ra.

## Kết quả
| Năm           | Chủ nhà  |          | Chung kết         | Chung kết         | Chung kết  |                   | Tranh hạng ba | Tranh hạng ba     | Tranh hạng ba |
| Năm           | Chủ nhà  | Vô địch  | Tỉ số             | Á quân            | Hạng ba    | Tỉ số             | Hạng tư       |                   |               |
| ------------- | -------- | -------- | ----------------- | ----------------- | ---------- | ----------------- | ------------- | ----------------- | ------------- |
| 2004 Chi tiết | Brasil   | · Brasil | Thi đấu vòng tròn | · Paraguay        | · Ecuador  | Thi đấu vòng tròn | · Bolivia     |                   |               |
| 2006 Chi tiết | Chile    | · Brasil | Thi đấu vòng tròn | · Argentina       | · Paraguay | Thi đấu vòng tròn | · Perú        |                   |               |
| 2008 Chi tiết | Brasil   | · Brasil | Thi đấu vòng tròn | · Argentina       | · Paraguay | Thi đấu vòng tròn | · Chile       |                   |               |
| 2010 Chi tiết | Colombia | · Brasil | 2 – 0             | · Colombia        | · Paraguay | 6 – 0             | · Chile       |                   |               |
| 2012 Chi tiết | Brasil   | · Brasil | Thi đấu vòng tròn | · Argentina       | · Colombia | Thi đấu vòng tròn | · Paraguay    |                   |               |
| 2014 Chi tiết | Uruguay  | · Brasil | Thi đấu vòng tròn | · Paraguay        | · Colombia | Thi đấu vòng tròn | · Bolivia     |                   |               |
| 2015 Chi tiết | Brasil   | · Brasil | Thi đấu vòng tròn | · Venezuela       | · Colombia | Thi đấu vòng tròn | · Argentina   |                   |               |
| 2018 Chi tiết | Ecuador  |          | · Brasil          | Thi đấu vòng tròn | · Paraguay |                   | · Colombia    | Thi đấu vòng tròn | · Venezuela   |
| 2022 Chi tiết | Chile    |          | · Brasil          | Thi đấu vòng tròn | · Colombia |                   | · Uruguay     | Thi đấu vòng tròn | · Venezuela   |
| 2024 Chi tiết | Ecuador  |          | · Brasil          | Thi đấu vòng tròn | · Paraguay |                   | · Colombia    | Thi đấu vòng tròn | · Argentina   |

## Thành tích
| Đội tuyển | Vô địch                                                         | Á quân                     | Hạng ba                          | Hạng tư        |
| --------- | --------------------------------------------------------------- | -------------------------- | -------------------------------- | -------------- |
| Brasil    | 10 (2004, 2006, 2008, 2010, 2012, 2014, 2015, 2018, 2022, 2024) |                            |                                  |                |
| Argentina |                                                                 | 3 (2006, 2008, 2012)       |                                  | 2 (2015, 2024) |
| Paraguay  |                                                                 | 4 (2004, 2014, 2018, 2024) | 3 (2006, 2008, 2010)             | 1 (2012)       |
| Colombia  |                                                                 | 2 (2010, 2022)             | 5 (2012, 2014, 2015, 2018, 2024) |                |
| Venezuela |                                                                 | 1 (2015)                   |                                  | 2 (2018, 2022) |
| Ecuador   |                                                                 |                            | 1 (2004)                         |                |
| Uruguay   |                                                                 |                            | 1 (2022)                         |                |
| Bolivia   |                                                                 |                            |                                  | 2 (2004, 2014) |
| Chile     |                                                                 |                            |                                  | 2 (2008, 2010) |
| Perú      |                                                                 |                            |                                  | 1 (2006)       |

## Các quốc gia tham dự
Chú thích
- 1st – Vô địch
- 2nd – Á quân
- 3rd – Hạng 3
- 4th – Hạng 4
- GS – Vòng bảng
- Fin4 – Vòng chung kết (giai đoạn cuối của giải đấu năm 2020 đã bị ngừng và sau đó bị hủy bỏ do đại dịch COVID-19)
- — Chủ nhà

| Đội tuyển | 2004 | 2006 | 2008 | 2010 | 2012 | 2014 | 2015 | 2018 | 2020 | 2022 | 2024 | Tổng cộng |
| --------- | ---- | ---- | ---- | ---- | ---- | ---- | ---- | ---- | ---- | ---- | ---- | --------- |
| Argentina | GS   | 2nd  | 2nd  | GS   | 2nd  | GS   | 4th  | GS   | GS   | GS   | 4th  | 11        |
| Bolivia   | 4th  | GS   | GS   | GS   | GS   | 4th  | GS   | GS   | GS   | GS   | GS   | 11        |
| Brasil    | 1st  | 1st  | 1st  | 1st  | 1st  | 1st  | 1st  | 1st  | Fin4 | 1st  | 1st  | 11        |
| Chile     | GS   | GS   | 4th  | 4th  | GS   | GS   | GS   | GS   | GS   | GS   | GS   | 11        |
| Colombia  | GS   | GS   | GS   | 2nd  | 3rd  | 3rd  | 3rd  | 3rd  | Fin4 | 2nd  | 3rd  | 11        |
| Ecuador   | 3rd  | GS   | GS   | GS   | GS   | GS   | GS   | GS   | GS   | GS   | GS   | 11        |
| Paraguay  | 2nd  | 3rd  | 3rd  | 3rd  | 4th  | 2nd  | GS   | 2nd  | GS   | GS   | 2nd  | 11        |
| Perú      | GS   | 4th  | GS   | GS   | GS   | GS   | GS   | GS   | GS   | GS   | 6th  | 11        |
| Uruguay   | GS   | GS   | GS   | GS   | GS   | GS   | GS   | GS   | Fin4 | 3rd  | GS   | 11        |
| Venezuela | GS   | GS   | GS   | GS   | GS   | GS   | 2nd  | 4th  | Fin4 | 4th  | 5th  | 11        |

## Vua phá lưới
| Năm  | Tên cầu thủ                                      | Số bàn thắng |
| ---- | ------------------------------------------------ | ------------ |
| 2004 | Palmira Loayza                                   | 6            |
| 2006 | Marta                                            | 14           |
| 2008 | Érika Dulce Quintana                             | 7            |
| 2010 | Alanna                                           | 7            |
| 2012 | Ketlen                                           | 9            |
| 2014 | Andressa                                         | 6            |
| 2015 | Yamila Rodríguez                                 | 6            |
| 2018 | Geyse da Silva                                   | 12           |
| 2022 | Belén Aquino                                     | 10           |
| 2024 | Fátima Acosta Mariana Barreto Gabriela Rodríguez | 7            |

## Kết quả tại Giải vô địch bóng đá nữ U-20 thế giới
- QF = Tứ kết
- R16 = Vòng 16 đội
- GS = Vòng bảng
- Q = Đã vượt qua vòng loại
- = Chủ nhà

| World Cup | 2002 | 2004 | 2006 | 2008 | 2010 | 2012 | 2014 | 2016 | 2018 | 2022 | 2024 | 2026 |
| --------- | ---- | ---- | ---- | ---- | ---- | ---- | ---- | ---- | ---- | ---- | ---- | ---- |
| Argentina |      |      | GS   | GS   |      | GS   |      |      |      |      | R16  |      |
| Brasil    | 4th  | 4th  | 3rd  | QF   | GS   | GS   | GS   | QF   | GS   | 3rd  | QF   |      |
| Chile     |      |      |      | GS   |      |      |      |      |      |      |      |      |
| Colombia  |      |      |      |      | 4th  |      |      |      |      | QF   | QF   |      |
| Paraguay  |      |      |      |      |      |      | GS   |      | GS   |      | GS   |      |
| Venezuela |      |      |      |      |      |      |      | GS   |      |      | GS   |      |